# Australasian Tour 1966 (The Rolling Stones)
Australasian Tour 1966 bylo koncertní turné britské rockové skupiny The Rolling Stones, které sloužilo jako propagace studiového alba Out of Our Heads. Turné začalo dvěma koncerty v Sydney v Austrálii a bylo zakončeno dvěma koncerty v Aucklandu na Novém Zélandu.

## Setlist
1. Mercy, Mercy (Covay/
2. She Said Yeah (Davis/Davis)
3. Play With Fire
4. Not Fade Away (Hardin/Petty)
5. The Spider and the Fly
6. That's How Strong My Love Is (Jamison)
7. Get Off of My Cloud
8. 19th Nervous Breakdown
9. (I Can't Get No) Satisfaction

## Sestava
The Rolling Stones
- Mick Jagger - (zpěv, harmonika)
- Keith Richards - (kytara, doprovodný zpěv)
- Brian Jones - (kytara, harmonika, doprovodné vokály, perkuse)
- Bill Wyman - (baskytara, doprovodný zpěv)
- Charlie Watts - (bicí)

## Turné v datech
| Datum                       | Město      | Stát        | Místo                                |
| --------------------------- | ---------- | ----------- | ------------------------------------ |
| 18. února 1966 (2 koncerty) | Sydney     | Austrálie   | Commemorative Auditorium Showgrounds |
| 19. února 1966 (2 koncerty) | Sydney     | Austrálie   | Commemorative Auditorium Showgrounds |
| 21. února 1966 (2 koncerty) | Brisbane   | Austrálie   | Brisbane City Hall                   |
| 22. února 1966 (2 koncerty) | Adelaide   | Austrálie   | Centennial Hall                      |
| 24. února 1966 (2 koncerty) | St Kilda   | Austrálie   | Palais Theatre                       |
| 25. února 1966 (2 koncerty) | St Kilda   | Austrálie   | Palais Theatre                       |
| 26. února 1966 (2 koncerty) | St Kilda   | Austrálie   | Palais Theatre                       |
| 28. února 1966 (2 koncerty) | Wellington | Nový Zéland | Town Hall                            |
| 1. března 1966 (2 koncerty) | Auckland   | Nový Zéland | Civic Theatre                        |
| 2. března 1966 (2 koncerty) | Perth      | Austrálie   | Capitol Theatre                      |